# Le Vecteur
Le Vecteur est une plateforme culturelle pluridisciplinaire, située dans l'ancien Théâtre du Vaudeville, dans la ville basse à Charleroi, en Région wallonne, en Belgique. Il s'agit d'un bâtiment d'angle situé entre la rue de Marcinelle et la rue Navez. L'immeuble a été réaménagé dans les années 2010 par Réservoir A, dans le cadre d'un projet de l'association Orbitale et de la Fédération Wallonie Bruxelles,.

## Histoire
En 2008, l'association Orbitale a repris les locaux anciennement occupés par le Théâtre du Vaudeville. La proposition de programme pour le Vecteur est celle d'une plateforme culturelle émergente et accessible à tout le monde,.
Le bâtiment accueille l'asbl gestionnaire ainsi que les bureaux d'autres associations culturelles, dont Amplo, Présence et action culturelle (P.A.C.), Financité et Silenzio ,. Cet immeuble comprend des locaux sur plusieurs étages, dont une salle de spectacle pouvant accueillir jusqu'à 120 personnes, une salle polyvalente avec un bar et d'autres espaces de plus ou moins grandes tailles qui seront à travers les années utilisés de nombreuses façons. On y retrouve aussi un appartement et un atelier dédié aux artistes en résidence.Certains espaces sont éphémères, évoluent au gré de la programmation, dont le bar, la librairie pop-up ou les espaces d’exposition temporaire (comme celle d’Olivier Smolders, De l'autre côté du tiroir, 2011, de laquelle a résulté un catalogue éponyme publié chez Yellow now avec la collaboration de Le Scarabée et du Vecteur,). Ce qui en fait un vrai lieu de vie, d’implication et de rencontre, un véritable tiers-lieu.
Le choix du lieu s'inscrit dans le large mouvement de redynamisation de la Ville-Basse de Charleroi,. En 2010, l'atelier d'architecture Réservoir A, en collaboration avec des artistes, a donné au bâtiment une refonte esthétique et programmatique.
Afin de bonifier son offre de programmes, en 2015, la bibliothèque Le Rayon offrant une sélection dédiée aux bandes dessinées et aux illustrations indépendantes, est créée.
Le Vecteur organise chaque automne le festival Livresse qui est le point phare de sa programmation. Le festival a tenu 26 éditions à ce jour.Le Vecteur est une attractions culturelles majeures de la ville de Charleroi.

## Architecture

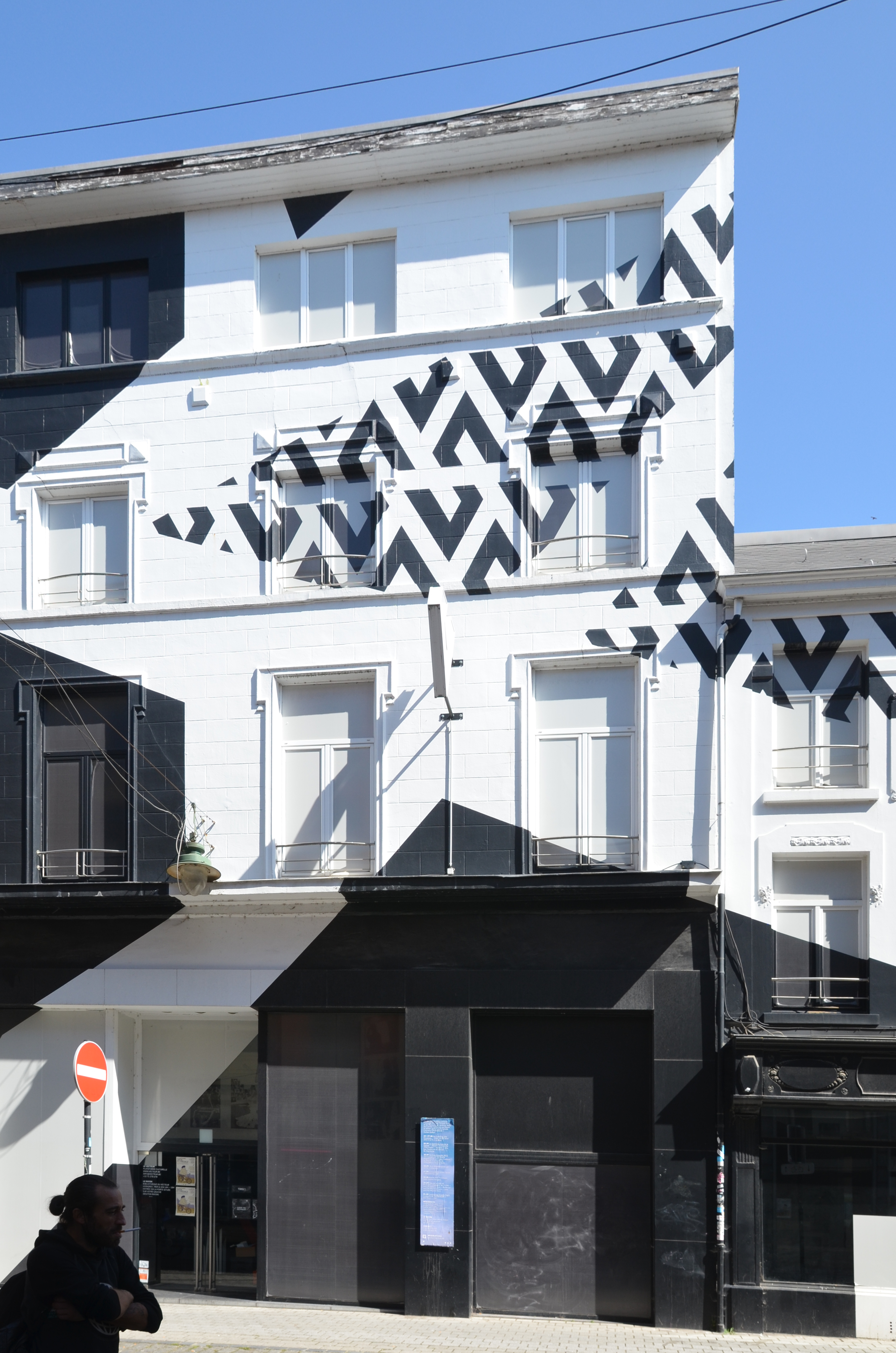
Peinture de la façade utilisant le logo de l'institution.

Les travaux de rénovation résultent de la collaboration de l'agence d'architecture Réservoir A et des artistes Harrisson, Gianfranco Leroy et Frédéric Plateus pour la façade. Les architectes ont développé une salle d'angle au rez-de-chaussée et ont travaillé sur le réaménagement des espaces communs et l'acoustique de la salle de concert. Ils ont ensuite travaillé sur l'espace de la bibliothèque. Le travail sur la façade reste le plus emblématique. Réalisé en collaboration avec des artistes, il vise à donner à ce bâtiment d'angle une grande visibilité en utilisant une technique de camouflage. La fresque s'inspire de la "dazzle painting", un dispositif graphique qui permet de dissimuler la forme du bâtiment.

## La bibliothèqueLe Rayon
La bibliothèque le Rayon a ouvert ses portes en 2015 au premier étage du Vecteur. Elle se définit comme une «bibliothèque de quartier», «une bibliothèque vivante», tout en étant intégrée au réseau officiel des bibliothèques de Charleroi. Son catalogue et le fonctionnement du prêt se fait selon les mêmes conditions que celles du réseau de lecture publique.
Le Rayon n’est pas une bibliothèque comme les autres. Tout d’abord, elle se démarque par sa collection spécialisée d’ouvrages donnant une place à la littérature émergente, à la bande dessinée, aux essais sociaux politique et aux disciplines artistiques (architecture, graphisme, typographie, photographie).On y retrouve également une petite section d'ouvrages pour la jeunesse.
De plus, le Rayon n’est pas une bibliothèque silencieuse, quoiqu’un espace calme qui invite à l’exploration et à la réflexion. On la décrit comme un espace de recherche, de découverte et de création. C'est, à l'instar du Vecteur, un espace polyvalent. Plusieurs événements ont lieu dans le cadre intime de la bibliothèque où l’on retrouve des grandes tables qui invitent à la rencontre de l’autre. Comme l'indique son agenda, on y accueille une grande variété d'activités: des ateliers de création de fanzines, des spectacles intimes de musique et des performances, des lancements de livre, des discussions littéraires et bien plus, .
Malgré son horaire d'ouverture assez réduit (2 jours par semaine et les soirs d'événements littéraires au Vecteur) et sa localisation sans pignon sur rue, le Vecteur est généralement bien connu des artistes Carolos. L’équipe de la bibliothèque se démarque par une présence active sur les réseaux sociaux. Ce marketing numérique de la bibliothèque, où plusieurs livres du catalogue sont mis en valeur et suggérés, permet de largement faire la promotion de la collection et des activités, et d'attirer les artistes étrangers à participer à leur programme de résidences. C'est la communauté qui permet à des lieux comme le Vecteur d'exister, d'être des espaces d'expérimentation sociale. L'utilisation des réseaux sociaux permet d'entretenir ces communautés et même, de les solliciter (ex: invitation à partager leurs impressions de lecture).   
Afin de faire découvrir et visiter son espace à de nouveaux publics, le Vecteur a mis sur pied un programme de médiation s'adressant principalement aux jeunes.